# Setepenré
Setepenré é um nome egípcio que significa «Escolhido de Ré». Foi usado muito frequentemente pelos Faraós, sobretudo a partir do Império Novo, como nesu-biti (isto é, como nome de Rei do Alto e do Baixo Egito, ou do junco e da abelha, os símbolos heráldicos dessas duas regiões), figurando assim como o quarto dos nomes reais, precedendo aquele pelo qual são geralmente conhecidos os soberanos egípcios.
A primeira figura a usar este nome foi a sexta e mais jovem filha de Aquenáton e Nefertiti, ainda na XVIII dinastia. Foi depois usado pelo general Horemebe, numa tentativa de se legitimar e de trazer paz ao reino egípcio; posteriormente, foi usado pelo grande Ramessés II, na XIX dinastia, pelo que muitos dos Faraós subsequentes, desejando emular o seu predecessor, adoptaram o seu prenome, sendo que o seu período de máxima utilização correspondeu às XX, XXI e XXII dinastias; essa clara demonstração de preferência dos Faraós pela utilização do nesu-biti de Setepenré pode também denunciar a importância crescente do clero do deus Ré junto do Faraó e da corte. Contudo, a sua utilização ao longo das XXI e XXII dinastias foi já bastante simbólica, visto que os Faraós tinham reduzido poder; não deixa de ser significativo que Sisaque III tenha usado um nome em tudo idêntico a Ramessés II (Usermaetré-Setepenré), como que procurando restaurar a glória que outrora o Egito detivera. Após o seu reinado, foi usado apenas por um rival da XXIII dinastia, para não voltar a ser usado por outro faraó egípcio nativo. Séculos mais tarde, ao conquistar o Egito, Alexandre Magno voltou a usar um título idêntico ao de Ramessés; de igual forma, o seu sucessor directo, Filipe Arrideu, e o primeiro Lágida, Ptolemeu I Sóter I, o inscreveram na sua titulatura.
Segue-se uma lista de pessoas que usaram o nome de Setepenré.

## XVIII dinastia
- Setepenré, filha de Aquenáton e Nefertiti
- Djeserqueperuré-Setepenré Horemebe (Horemebe)

## XIX dinastia
- Usermaetré-Setepenré Ramessés (Ramessés II)
- Menriré-Setepenré Amenmesés (Amenmesés)
- Userkheperuré-Setepenré Seti (Seti II)
- Akhenré-Setepenré Siptah (Siptah)

## XX dinastia
- Usermaetré-Setepenré Setnakht (Setnakht)
- Usermaetré-Meriamon-Setepenré Ramessés (Ramessés VII)
- Neferkaré-Setepenré Ramessés (Ramessés IX)
- Khepermaetré-Setepenré Ramessés (Ramessés X)

## XXI dinastia
- Hedjekheperré-Setepenré Esmendes (Esmendes)
- Aakheperré-Setepenré Psusenes (Psusenes I)
- Aakheperré-Setepenré Osokor (Osocor)
- Titkheperuré-Setepenré Psusenes (Psusenes II)

## XXII dinastia
- Hedjkheperré-Setepenré Sisaque (Sisaque I)
- Sekhemkheperré-Setepenré Osocor (Osocor I)
- Hekakheperré-Setepenré Sisaque (Sisaque II)
- Usermaetré-Setepenré Taquelote (Taquelote I)
- Hedjkheperré-Setepenré Taquelote (Taquelote II)
- Usermaetré-Setepenré Ramessés (Sisaque III)

## XXIII dinastia
- Uasenetenré-Setepenré Sisaque (Sisaque IV)

## Ocupação greco-macedónica
- Setepenré-Meriamon Aleksandros (Alexandre Magno)
- Setepenré-Meriamon Philippos (Filipe Arrideu)

## Dinastia ptolomaica
- Setepenré-Meriamon Ptolemeu (Ptolemeu I Sóter I)